# Club Deportivo Clan Juvenil
Club Deportivo Clan Juvenil is een professionele voetbalclub uit Sangolquí, Ecuador. De club werd opgericht op 13 februari 1973 en promoveerde in 2016 vanuit de Serie B naar de hoogste afdeling van het Ecuadoriaanse voetbal, de Serie A. Na één seizoen degradeerde de club weer.